# Patates fregides
Les patates fregides, pataques fregides, patates rosses (a l'Anoia, Osona, el Lluçanès i la Garrotxa) (o trumfos rossos), patates viues (al Baix Empordà) o creïlles fregides al País Valencià, és un plat fet amb patates que primer es tallen en rodanxes o en bastonets i després es fregeixen en oli vegetal o saïm. Després s'hi pot afegir opcionalment sal, un raig de vinagre, una mica de quètxup, allioli, salsa brava, salsa gravy o altres condiments. La reacció de Maillard explica els canvis en el color i consistència de la patata un cop fregida.

## Producció
El mètode estàndard per cuinar les patates fregides és fregir, que les submergeix en greix calent, avui en dia més habitualment oli. Les fregidores al buit produeixen patates fregides amb un contingut d'oli inferior, mantenint el seu color i textura.
Les patates es preparen tallant-les primer (pelades o sense pelar) en tires uniformes, que després s'eixuguen o es remullen amb aigua freda per eliminar el midó de la superfície i s'assequen a fons. Després es poden fregir en una o dues etapes. Els xefs en general coincideixen que la tècnica de dos banys produeix millors resultats. Les patates acabades de sortir del sòl poden tenir un contingut d'aigua massa alt que resulta en patates fregides empapades, de manera que es prefereixen aquelles que s'han emmagatzemat durant un temps.
En el mètode de dues etapes o dos banys, el primer bany, de vegades anomenat blanqueig, és en greix calent (al voltant de 160 °C/320 °F) per cuinar les patates fregides. Aquest pas es pot fer amb antelació. A continuació, es fregeixen més breument en greix molt calent (190 °C/375 °F) per tal que l'exterior sigui cruixent. Després es posen en un colador o sobre un drap per escórrer i després es serveixen. Els temps exactes dels dos banys depenen de la mida de les patates fregides. Per exemple, per a tires de 2-3 mm, el primer bany triga uns 3 minuts i el segon bany només triga uns segons.
Des de la dècada de 1960, la majoria de patates fregides als EUA s'han produït a partir de patates russet congelades que han estat blanquejades o, almenys, assecades a l'aire industrialment. El greix habitual per fer patates fregides és l'oli vegetal. En el passat, es recomanava el seu de vedella com a superior, amb oli vegetal com a alternativa. McDonald's va utilitzar una barreja de 93% de seu de vedella i 7% d'oli de llavor de cotó fins a l'any 1990, quan van canviar per oli vegetal amb aroma de vedella. El greix de cavall era estàndard al nord de França i Bèlgica fins fa poc, i alguns xefs el recomanen.

## Patates fregides al món

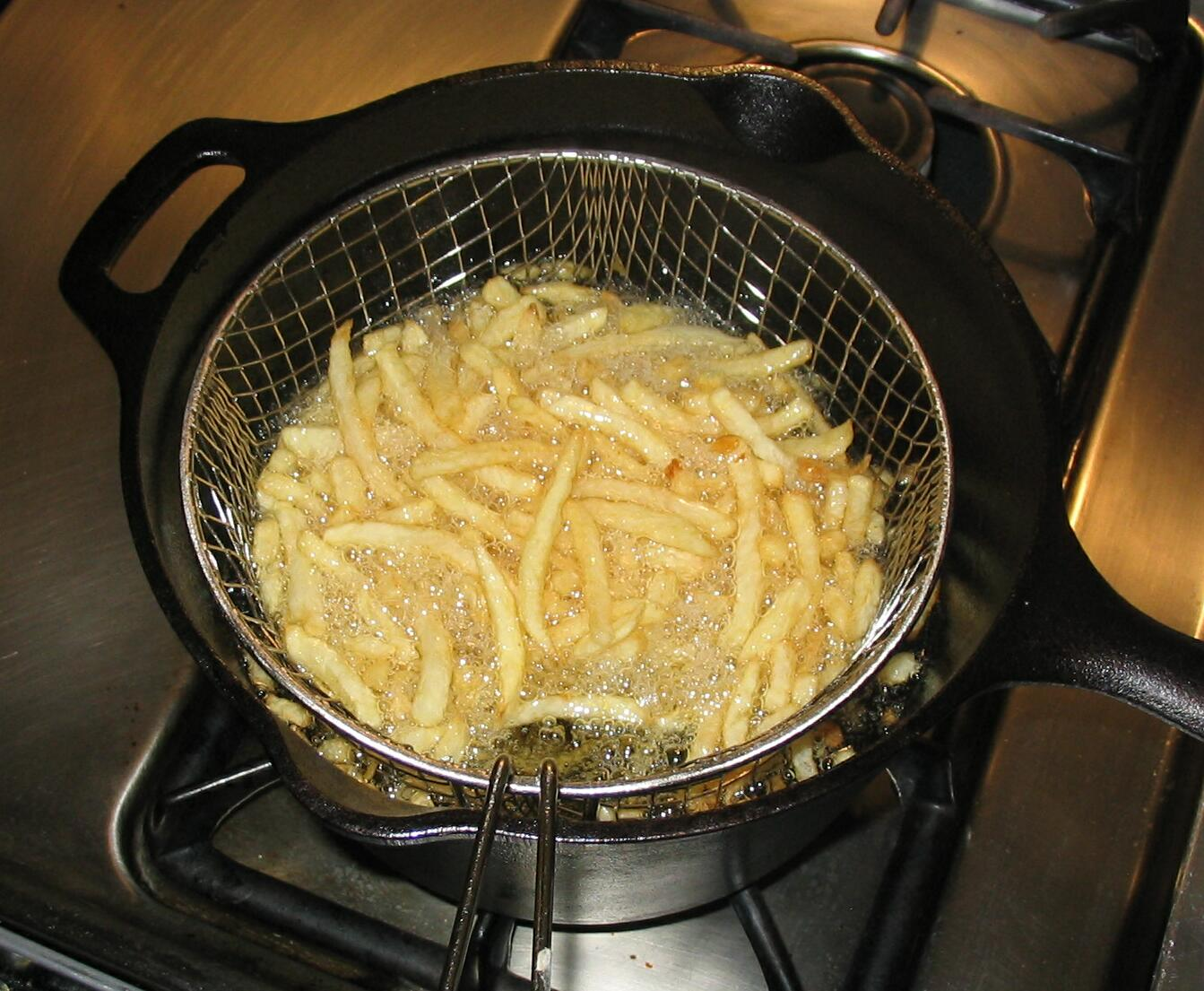
Les patates fregint-se

### Bèlgica
Els belgues argumenten que les patates fregides es van inventar al seu país, tot i que és quelcom discutit. Les consideren l'àpat nacional i component essencial de la seva gastronomia més destacada, com ara els musclos amb patates (moules-frites). Els establiments de fregits (en neerlandès, frituur; en francès, friterie) que les serveixen estan repartits per tot l'estat i són d'allò més comuns com a símbol identitari de la seva gastronomia de menjar ràpid.
Tanmateix, les patates fregides de Bèlgica tenen una característica molt destacada: són fregides dues vegades amb sagí o llard i no pas amb olis vegetals. Primer es fregeixen a una temperatura d'uns 177 °C fins que queden gairebé cuites, però sense quedar del tot rosses. Després, un cop fredes pel cap baix durant uns vint minuts, es tornen a fregir per segona vegada i durant un període molt breu (sovint sense excedir 1-2 minuts), a uns 190 °C. Aquest darrer cop de calor els atorga la textura cruixent a l'exterior i suau a l'interior, un sabor específic i el color daurat definitius.
El greix animal més utilitzat és el de la vaca, però cada frituur n'escull el més convenient segons el preu de la matèria primera i els gustos locals. És habitual trobar-ne que empren saïm, sagí de vedella o combinacions de greixos animals i vegetals de diversa índole que poden incloure àdhuc cavall —de fet un dels greixos tradicionalment més emprats a Flandes Per aquesta raó les patates fregides a Bèlgica són, en pràcticament tots els casos, no aptes per a vegetarians o vegans. Fins a l'actualitat, resulta molt complicat trobar parades de fregits que facin servir olis vegetals, si bé per raons de salut (evitar l'excés de àcids grassos saturats) o per preferències del vegetarianisme hi ha alguns establiments a Brussel·les, Lovaina, Anvers o Gant que sí que ofereixen excepcionalment patates i d'altres fregidures amb olis vegetals.
L'historiador belga Jo Gérard explica que l'any 1680 ja es fregien patates a la zona de la vall del Mosa entre Dinant i Lieja, a Bèlgica. Suposadament, els habitants pobres d'aquesta regió tenien el costum d'acompanyar els seus àpats amb petits peixos fregits, però quan el riu glaçava i no podien pescar, tallaven patates en bastonets i les fregien en oli per acompanyar els àpats. Segons l'historiador de l'alimentació de la Universitat de Lieja, aquesta explicació no és pas correcte. La tradició culinària, sií que es va desenvolupar a Bèlgica, però l'invent semblaria que prové dels primers anys del segle xix a París

### Espanya
Alguns argumenten que el plat es va inventar a Espanya, el primer país europeu al qual va arribar la patata des de les colònies americanes, i creuen que les primeres patates fregides es devien cuinar probablement per acompanyar el peix a Galícia, d'on més tard es va escampar a la resta del país i més endavant a Bèlgica, que en aquells temps es trobava sota domini espanyol.
El professor Paul Ilegems, conservador del Friet Museum a Anvers, creu que Santa Teresa d'Àvila va ser la primera a fregir patates, fent referència a la tradició de fregir els aliments a la cuina mediterrània.
Alguns cuiners que preparen patates fregides les cuinen una única vegada en una quantitat generosa d'oli, preescalfat a una temperatura d'uns 190 °C, fins que estan daurades i lleugerament cruixents. A Espanya les patates es tallen en bastonets, daus o cubs irregulars i més grans, segons la recepta, i es fregeixen una sola vegada en oli, usualment oli d'oliva, a temperatura propera a l'ebullició. Les patates a daus es solen servir com a tapa amb alguna salsa, o de vegades com a acompanyament de plats a la brasa. Les patates fregides a daus s'utilitzen sovint per a acompanyar, o dins de guisats, i fins i tot algunes persones les afegeixen a la samfaina, per exemple. Les patates fregides tallades a bastonets són típiques als plats combinats i com a acompanyament de preparacions senzilles com peixos i carns a la planxa o fregits.
A Espanya es diferencia entre les patates fregides i les patates xurres o de xurreria o de xurrer. Aquestes darreres es caracteritzen per estar tallades a làmines molt fines- com unes patates xips-, del voltant d'un mil·límetre de gruix, de manera que queden completament cruixent en fregir-se. El nom prové del fet que així és com es fan i es venen típicament a les xurreries tradicionals. Actualment es venen també envasades i són molt populars a l'aperitiu. També es poden menjar com a acompanyament o fins i tot Ferran Adrià ha popularitzat una truita de patates xurres.

### França
Molts estatunidencs atribueixen el plat a França -malgrat que els francesos el veuen com un plat belga- i ofereixen com a prova una nota escrita pel president dels Estats Units Thomas Jefferson: "Patates crues tallades en petites rodanxes, i després fregides". La recepta ve quasi segurament del seu xef francès, Julien Honoré. Emperò, en aquells anys, i fins a la batalla de Waterloo el 1815, França havia annexat el territori que el 1830 va esdevenir Bèlgica.
És cert que Antoine-Augustin Parmentier va promoure el consum de patates a França, però no es referia únicament a les patates fregides. A França, les patates fregides reben el nom de pommes frites (patates fregides) o simplement frites (fregides). Un mètode atribuït al cuiner Joël Robuchon consisteix a posar les patates tallades a la paella amb l'oli fred just per cobrir-les i després cuinar-les a una alta temperatura fins que quedin daurades, sense deixar de remenar-les.

### Regne Unit
Les primeres patates fregides es van vendre a Dundee (Escòcia) per un immigrant belga, Edward de Gernier que hi va obrir una parada el 1874 «la primera parada de patates fregides amb vinagre i pèsols». Junts amb els pèsols, les patates fregides formen part del fish and chips, un plat que combina el peix arrebossat fregit amb un acompanyament de patates fregides.

### Estats Units
Ans al contrari de l'etimologia popular, el nom nord-americà French Fries no prové de França, però de frenched fried potatoes, del verb to french, que significa tallar un vegetable en longitud abans de cuinar-lo. Ja hi ha referències que se'n venien als Estats Units a mitjan segle xix. Les patates fregides van esdevenir populars arreu del món gràcies a cadenes de menjar ràpid com ara McDonald's o Burger King. Això va començar amb la invenció de les patates fregides precongelades per la J.R. Simplot Company el 1953. Abans del pacte entre McDonald's i Jack Simplot, les patates es pelaven i tallaven als restaurants mateixos, però el producte congelat va reduir el temps de preparació i va contribuir a l'expansió de la franquícia McDonalds. Una de les poques cadenes que encara prepara les patates al restaurant mateix és In-N-Out Burger.